# كينت شنج
كينت شنج (بالصينية: 郑则仕,) هو مخرج وممثل صيني، ولد في 22 مايو 1951 بهونغ كونغ في الصين.

## وصلات خارجية
- كينت شنج على موقع IMDb (الإنجليزية)
- كينت شنج على موقع ألو سيني (الفرنسية)
- كينت شنج على موقع أول موفي (الإنجليزية)
- كينت شنج على موقع قاعدة بيانات الفيلم (الإنجليزية)
- كينت شنج على موقع كينوبويسك (الروسية)